# Memoria escrita
La memoria o memoria escrita es un subgénero didáctico de la literatura pragmática o burocrática en que se rinden cuentas de una actividad realizada durante cierto tiempo, casi siempre para justificar su aprovechamiento. Por lo general consta de tres partes: resumen de lo que se ha venido haciendo, crítica de lo que se ha hecho y propuesta de mejora para el futuro. Se diferencia del informe en que posee un contenido meramente testimonial, casi notarial, más concreto y conciso.